# Rue Alphonse-Bertillon
La rue Alphonse-Bertillon est une voie du 15e arrondissement de Paris, en France.

## Situation et accès

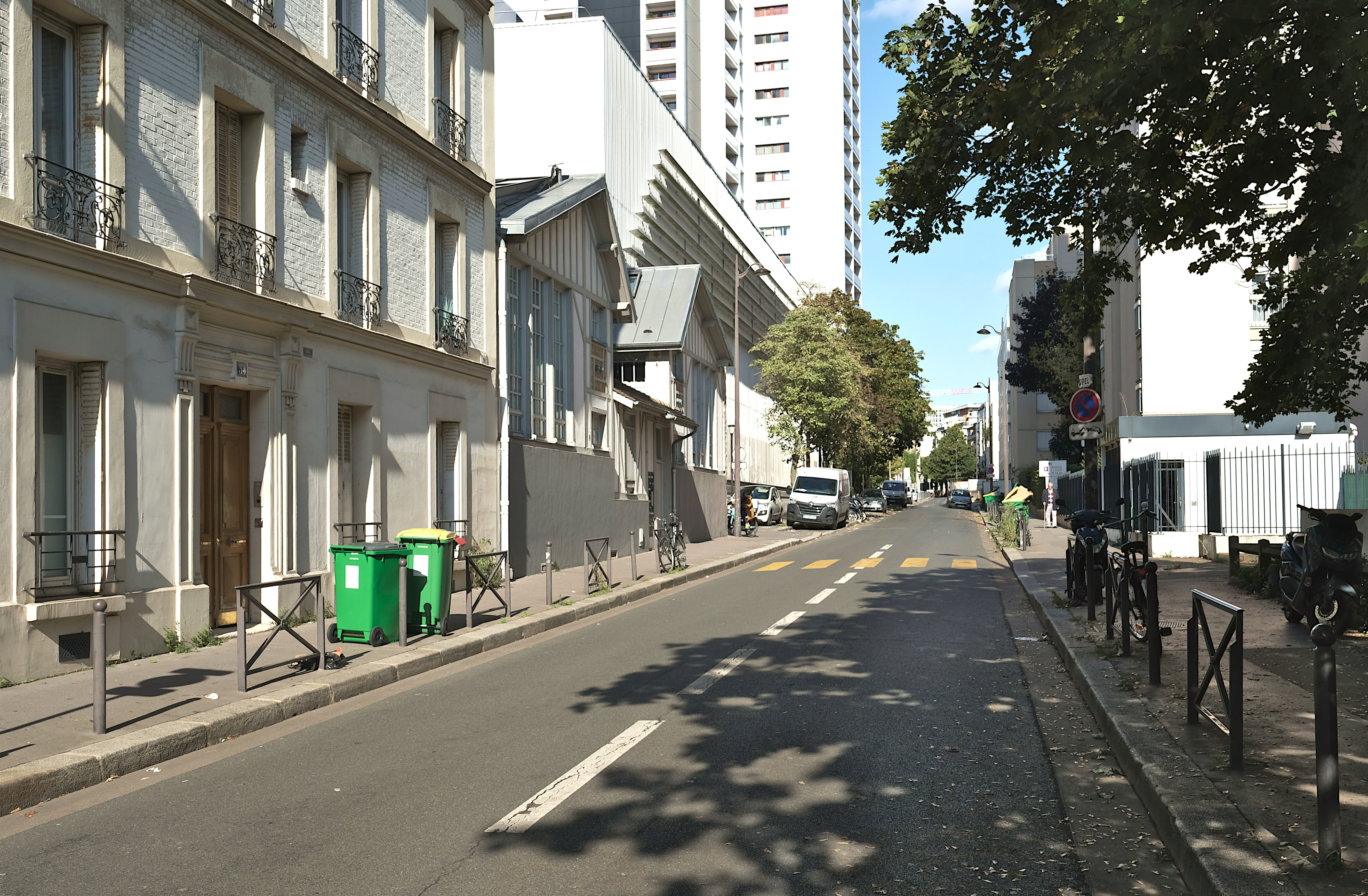
La rue Alphonse-Bertillon en 2024.

Située dans le 15e arrondissement de Paris, la rue Alphonse-Bertillon relie la rue de la Procession, au nord, à la rue de Vouillé, au sud.

## Origine du nom
Elle porte le nom du criminologue français Alphonse Bertillon (1853-1914).

## Historique
Cette rue ouverte en 1863 sous le nom de « rue de l'Orne » prend sa dénomination actuelle par arrêté du 25 mars 1933.
Au 32, grande bâtisse à pans de bois comprenant un grand nombre d'ateliers d'artistes.